# Eupithecia assa
Eupithecia assa là một loài bướm đêm trong họ Geometridae.